# Kabinet-Korvald
Het kabinet–Korvald was de regering van het Koninkrijk Noorwegen van 18 oktober 1972 tot 16 oktober 1973. Het kabinet werd gevormd door de politieke partijen Senterpartiet (Sp), Kristelig Folkeparti (KrF) en Venstre (VDL) na het aftreden van premier Trygve Bratteli van de Arbeiderpartiet (Ap) waarna er een nieuw coalitieakkoord werd gesloten met partijleider Lars Korvald van de Kristelig Folkeparti als premier.

## Kabinet–Korvald (1972–1973)
| Ambtsbekleder                     | Ambtsbekleder     | Ambtsbekleder                  | Functie                             | Ambtstermijn    | Ambtstermijn    | Partij     |
| --------------------------------- | ----------------- | ------------------------------ | ----------------------------------- | --------------- | --------------- | ---------- |
|                                   | Lars Korvald      | Lars Korvald (1916–2006)       | Premier                             | 18 oktober 1972 | 16 oktober 1973 | KrF        |
|                                   |                   | Dagfinn Vårvik (1924–2018)     | Minister van Buitenlandse Zaken     | 18 oktober 1972 | 16 oktober 1973 | Sp         |
|                                   | Jon Ola Norbom    | Jon Ola Norbom (1923–2020)     | Minister van Financiën              | 18 oktober 1972 | 16 oktober 1973 | VDL        |
|                                   |                   | Petter Mørch Koren (1910–2004) | Minister van Justitie               | 18 oktober 1972 | 16 oktober 1973 | KrF        |
|                                   |                   | Hallvard Eika (1920–1989)      | Minister van Economische Zaken      | 18 oktober 1972 | 16 oktober 1973 | VDL        |
| Minister voor Noorse Samenwerking |                   | Hallvard Eika (1920–1989)      |                                     | 18 oktober 1972 | 16 oktober 1973 | VDL        |
|                                   |                   | Johan Kleppe (1928–2022)       | Minister van Defensie               | 18 oktober 1972 | 16 oktober 1973 | VDL        |
|                                   |                   | Bergfrid Fjose (1915–2004)     | Minister van Sociale Zaken          | 18 oktober 1972 | 16 oktober 1973 | KrF        |
|                                   |                   | Anton Skulberg (1921–2012)     | Minister van Onderwijs              | 18 oktober 1972 | 16 oktober 1973 | Sp         |
| Minister voor Godsdienst          |                   | Anton Skulberg (1921–2012)     |                                     | 18 oktober 1972 | 16 oktober 1973 | Sp         |
|                                   |                   | John Austrheim (1912–1995)     | Minister van Transport              | 18 oktober 1972 | 16 oktober 1973 | Sp         |
|                                   |                   | Johan Skipnes (1909–2005)      | Minister van Regionale Zaken        | 18 oktober 1972 | 16 oktober 1973 | KrF        |
| Minister voor Arbeid              |                   | Johan Skipnes (1909–2005)      |                                     | 18 oktober 1972 | 16 oktober 1973 | KrF        |
|                                   | Einar Hole Moxnes | Einar Hole Moxnes (1921–2006)  | Minister van Landbouw               | 18 oktober 1972 | 16 oktober 1973 | Sp         |
|                                   |                   | Trygve Olsen (1921–1979)       | Minister van Visserij               | 18 oktober 1972 | 16 oktober 1973 | Sp         |
|                                   |                   | Trygve Haugeland (1914–1998)   | Minister van Milieu en Klimaat      | 18 oktober 1972 | 5 maart 1973    | Sp         |
|                                   |                   | Helga Gitmark (1929–2008)      | Minister van Milieu en Klimaat      | 5 maart 1973    | 16 oktober 1973 | Sp         |
| Minister zonder portefeuille      |                   |                                |                                     |                 |                 |            |
| Ambtsbekleder                     | Ambtsbekleder     | Ambtsbekleder                  | Functie(s)                          | Ambtstermijn    | Ambtstermijn    | Partij(en) |
|                                   | Eva Kolstad       | Eva Kolstad (1918–1999)        | Minister voor Administratieve Zaken | 18 oktober 1972 | 16 oktober 1973 | VDL        |
| Minister voor Consumenten- beleid | Eva Kolstad       | Eva Kolstad (1918–1999)        |                                     | 18 oktober 1972 | 16 oktober 1973 | VDL        |

Gerhardsen I ·
Gerhardsen II ·
Torp ·
Gerhardsen III ·
Lyng ·
Gerhardsen IV ·
Borten ·
Bratteli I ·
Korvald ·
Bratteli II ·
Nordli ·
Brundtland I ·
Willoch I ·
Willoch II ·
Brundtland II ·
Syse ·
Brundtland III ·
Jagland ·
Bondevik I ·
Stoltenberg I ·
Bondevik II ·
Stoltenberg II ·
Solberg ·
Støre